# Josua Tuisova
Josua Tuisova (ur. 4 lutego 1994 r. w Votui w prowincji Ba)  – fidżyjski rugbysta występujący na pozycji środkowego albo skrzydłowego. Reprezentant kraju w odmianach siedmio- i piętnastoosobowej, złoty medalista olimpijski z Rio de Janeiro, uczestnik pucharu świata „siódemek” i dwukrotny – „piętnastek”.
Ze względu na styl gry nazywany „The Human Bulldozer” (Ludzki Buldożer) oraz „The Bus” (Autobus).

## Młodość
Tuisova zaczął grać w rugby w szkole, w wieku 9 lat. W 2010 roku, w siódmej klasie przerwał naukę i dołączył do swojego ojca na plantacji trzciny cukrowej. Uprawianie sportu kontynuował wówczas na poziomie czysto amatorskim, wśród przyjaciół, w rozgrywkach wiejskich klubów (FSC Eagles z Votui). Inspiracją, by osiągnąć sukces sportowy był dla niego starszy brat Pio rywalizujący już wówczas w rozgrywkach rugby 7 na całej wyspie. W późniejszym okresie Josua podjął naukę w szkole zawodowej Ratu Navula Collage, do czego namówił go trener szkolnej drużyny rugby, oferując mu miejsce w zespole.
W młodości jego sportowym idolem był reprezentant Fidżi Vereniki Goneva.

## Kariera klubowa
Fidżyjczyk został zauważony przez skautów francuskiego RC Toulon, gdy grał dla miejscowej drużyny rugby 7 Westfield Barbarians. W lipcu 2013 roku przeniósł się do zespołu z Lazurowego Wybrzeża. Już na starcie swojej kariery w Europie wywarł duże wrażenie na sztabie szkoleniowym, skutkiem czego po rozegraniu zaledwie sześciu spotkań w Top 14 w listopadzie 2013 roku podpisał nowy, dwuletni kontrakt młodzieżowy (U-23). W swoim pierwszym sezonie w Tulonie Tuisova sięgnął po mistrzostwo kraju oraz Europejski Puchar Mistrzów. W debiutanckim sezonie w pierwszej drużynie rozegrał 13 meczów, zdobywając w nich jedno przyłożenie (przeciw Aviron Bayonnais). Jesienią 2014 roku wystąpił w towarzyskim meczu francuskiego Barbarian Rugby Club przeciwko reprezentacji Namibii.
Kilkakrotnie przedłużał kontrakt z Tulonem, ostatecznie pozostając w klubie do 2019 roku. W tym czasie w 118 meczach zdobył 45 przyłożeń (w tym 12 w sezonie 2015/2016 oraz 13 w sezonie 2017/2018, z czego 10 w lidze). W 2015 roku ponownie zdobył Europejski Puchar Mistrzów. W 2018 otrzymał nominację do nagrody EPCR dla najlepszego zawodnika w Europie. Także w 2018 roku w barwach Barbarian F.C. mierzył się z reprezentacją Anglii.
Po opuszczeniu Tulonu, w 2019 roku dołączył do Lyon Olympique Universitaire, gdzie podpisał czteroletni kontrakt. Z zespołem LOU w 2022 roku sięgnął po European Rugby Challenge Cup, w finale pokonując RC Toulon. W barwach Lyonu wystąpił w 72 meczach (58 ligowych), zdobywając w nich 26 przyłożeń. Spośród nich aż 14 zanotował w sezonie 2020/2021.
Już w 2022 roku Tuisova ogłosił, że po zakończeniu dotychczasowego kontraktu przeniesie się do podparyskiego Racing 92. Miał tam zastąpić Virimiego Vakatawę, który ze względów zdrowotnych ogłosił przedwczesne zakończenie kariery. Do nowego klubu miał dołączyć po Pucharze Świata w 2023 roku. W swoim ostatnim meczu turnieju Fidżyjczyk odniósł jednak stosunkowo poważną kontuzję kolana. Uraz wymagał interwencji chirurgicznej i kilkumiesięcznej rekonwalescencji, która odsunęła w czasie jego debiut w nowych barwach.

## Kariera reprezentacyjna
W reprezentacji w rugby 7 debiutował w 2013 roku podczas turnieju Wellington Sevens. Występował w turniejach cyklu Sevens World Series. Jego największym sukcesem było niewątpliwie zdobycie złotego medalu podczas Igrzysk Olimpijskich w Rio de Janeiro w 2016 roku po pokonaniu Wielkiej Brytanii 43:7. Tuisova był jedną z gwiazd turnieju olimpijskiego (zdobył pięć przyłożeń, mniej tylko od Carlina Islesa, znalazł się w „drużynie marzeń”). W 2018 roku powrócił do reprezentacji na wygrany turniej London Sevens. Następnie brał udział w Pucharze Świata „siódemek” w San Francisco, gdzie Fidżyjczycy zajęli ostatecznie czwarte miejsce. 
W czerwcu 2017 roku po raz pierwszy wystąpił w reprezentacji 15-osobowej, podczas rozgrywanego w Suvie spotkania ze Szkocją. Mecz zakończył się wygraną gospodarzy 27:22. Niedługo później brał udział w Pucharze Narodów Pacyfiku służącym za kwalifikacje do Pucharu Świata w 2019 roku. W 2018 roku zdobył jedno z przyłożeń w historycznym meczu na Stade de France, w którym Fidżyjczycy po raz pierwszy w swojej historii pokonali reprezentację Francji.
W 2019 roku został powołany na Puchar Świata w Japonii. Wystąpił we wszystkich czterech meczach grupowych, zdobywając w nich dwa przyłożenia (przeciw Gruzji i Walii). 
W 2023 roku Tuisova wystąpił w dwóch z trzech meczów wygranego przez Fidżi Pucharu Narodów Pacyfiku. Później w tym samym roku znalazł się w składzie reprezentacji na rozgrywany we Francji Puchar Świata. Drużyna z Oceanii w fazie grupowej m.in. nieznacznie uległa Walii oraz pokonała Australię, a Tuisova w obu meczach zdobywał przyłożenia dla swojej drużyny. W spotkaniu z Australią został wybrany najlepszym graczem zawodów. Dla Fidżyjczyków było to pierwsze zwycięstwo nad tym rywalem od 1954 roku. W fazie pucharowej reprezentanci Fidżi odpadli w ćwierćfinale po porażce z Anglią 24:30. W spotkaniu tym Tuisova doznał kontuzji, która wykluczyła go z gry na dłuższy czas.

### Statystyki
Stan na dzień 15 października 2023 r.
Występy na arenie międzynarodowej
| Drużyna narodowa | Rok  | Mecze | Punkty |
| ---------------- | ---- | ----- | ------ |
| Fidżi            | 2017 | 5     | 0      |
| Fidżi            | 2018 | 2     | 10     |
| Fidżi            | 2019 | 5     | 20     |
| Fidżi            | 2020 | 1     | 5      |
| Fidżi            | 2021 | 3     | 5      |
| Fidżi            | 2022 | 1     | 0      |
| Fidżi            | 2023 | 7     | 15     |
| Suma             | Suma | 24    | 55     |

| Występy w reprezentacji Fidżi | Występy w reprezentacji Fidżi | Występy w reprezentacji Fidżi           | Występy w reprezentacji Fidżi | Występy w reprezentacji Fidżi | Występy w reprezentacji Fidżi |
| Lp.                           | Data                          | Stadion, miasto                         | Przeciwnik                    | Wynik                         | Zdobyte punkty                |
| ----------------------------- | ----------------------------- | --------------------------------------- | ----------------------------- | ----------------------------- | ----------------------------- |
| 1.                            | 24.06.2017                    | Stadion Narodowy, Suva                  | Szkocja                       | 27:22                         | 0                             |
| 2.                            | 8.07.2017                     | Teufaiva Sport Stadium, Nukuʻalofa      | Tonga                         | 14:10                         | 0                             |
| 3.                            | 15.07.2017                    | Apia Park, Apia                         | Samoa                         | 38:16                         | 0                             |
| 4.                            | 11.11.2017                    | Stadio Angelo Massimino, Katania        | Włochy                        | 10:19                         | 0                             |
| 5.                            | 25.11.2017                    | Parc des sports et de l'amitié, Narbona | Kanada                        | 57:17                         | 0                             |
| 6.                            | 17.11.2018                    | Gillman’s Ground, Hartpury              | Urugwaj                       | 68:7                          | 5 (P)                         |
| 7.                            | 24.11.2018                    | Stade de France, Saint-Denis            | Francja                       | 21:14                         | 5 (P)                         |
|                               | 13.07.2019                    | Stadion Narodowy, Suva                  | Māori All Blacks              | 27:10                         | 0                             |
| 8.                            | 3.08.2019                     | Stadion Narodowy, Suva                  | Kanada                        | 38:13                         | 5 (P)                         |
| 9.                            | 31.08.2019                    | Eden Park, Auckland                     | Tonga                         | 29:19                         | 5 (P)                         |
| 10.                           | 21.09.2019                    | Sapporo Dome, Sapporo                   | Australia                     | 21:39                         | 0                             |
| 11.                           | 3.10.2019                     | Hanazono Rugby Stadium, Osaka           | Gruzja                        | 45:10                         | 5 (P)                         |
| 12.                           | 9.10.2019                     | Stadion Ōita, Ōita                      | Walia                         | 17:29                         | 5 (P)                         |
| 13.                           | 5.12.2020                     | Murrayfield Stadium, Edynburg           | Gruzja                        | 38:24                         | 5 (P)                         |
| 14.                           | 6.11.2021                     | Estadio Nacional Complutense, Madryt    | Hiszpania                     | 43:13                         | 5 (P)                         |
| 15.                           | 14.11.2021                    | Millennium Stadium, Cardiff             | Walia                         | 23:38                         | 0                             |
| 16.                           | 20.11.2021                    | Estadio Municipal El Deleite, Aranjuez  | Gruzja                        | 15:15                         | 0                             |
|                               | 9.07.2022                     | Churchill Park, Lautoka                 | Australia A                   | 32:18                         | 0                             |
| 17.                           | 16.07.2022                    | Churchill Park, Lautoka                 | Samoa                         | 20:23                         | 0                             |
| 18.                           | 22.07.2023                    | Churchill Park, Lautoka                 | Tonga                         | 36:20                         | 5 (P)                         |
| 19.                           | 29.07.2023                    | Apia Park, Apia                         | Samoa                         | 33:19                         | 0                             |
| 20.                           | 10.09.2023                    | Stade Matmut-Atlantique, Bordeaux       | Walia                         | 26:32                         | 5 (P)                         |
| 21.                           | 17.09.2023                    | Stade Geoffroy-Guichard, Saint-Étienne  | Australia                     | 22:15                         | 5 (P)                         |
| 22.                           | 30.09.2023                    | Stade Matmut-Atlantique, Bordeaux       | Gruzja                        | 17:12                         | 0                             |
| 23.                           | 8.10.2023                     | Stadium de Toulouse, Tuluza             | Portugalia                    | 23:24                         | 0                             |
| 24.                           | 15.10.2023                    | Stade Vélodrome                         | Anglia                        | 24:30                         | 0                             |

Przyłożenia na arenie międzynarodowej
| Lp. | Data       | Przeciwnik | Rozgrywki                    |
| --- | ---------- | ---------- | ---------------------------- |
| 1.  | 17.11.2018 | Urugwaj    | mecz testowy                 |
| 2.  | 24.11.2018 | Francja    | mecz testowy                 |
| 3.  | 3.08.2019  | Kanada     | Puchar Narodów Pacyfiku 2019 |
| 4.  | 31.08.2019 | Tonga      | mecz testowy                 |
| 5.  | 3.10.2019  | Gruzja     | Puchar Świata w Rugby 2019   |
| 6.  | 9.10.2019  | Walia      | Puchar Świata w Rugby 2019   |
| 7.  | 5.12.2020  | Gruzja     | mecz testowy                 |
| 8.  | 6.11.2021  | Hiszpania  | mecz testowy                 |
| 9.  | 22.07.2023 | Tonga      | Puchar Narodów Pacyfiku 2023 |
| 10. | 10.09.2023 | Walia      | Puchar Świata w Rugby 2023   |
| 11. | 17.09.2023 | Australia  | Puchar Świata w Rugby 2023   |

## Życie osobiste
Jest najmłodszym synem Isikeliego Ratulevu i Luisy Vodo Ratulevu. Rugbystami zostali także jego brat Pio Tuwai, reprezentant Fidżi w rugby 7 oraz przyrodni brat Filipo Nakosi, reprezentant kraju w odmianie 15-osobowej, z którym Josua wspólnie występował w Tulonie.
Josua początkowo związany był z Katariną Ladoge Ramoce, z którą miał syna Tito Micgabrapha Donzela Ratulevu. Chłopiec po przewlekłej chorobie zmarł w wieku 7 lat w październiku 2023 roku. Tuisova nie uczestniczył w jego pogrzebie z uwagi na udział w tym czasie w Pucharze Świata we Francji.
W czerwcu 2017 roku Tuisova poślubił Tarusilę Voliwę Ravouvou. Rok po rejestracji związku w urzędzie odprawiono tradycyjną ceremonię ślubną. W międzyczasie para doczekała się syna, którego nazwano Timoci Eligah Ratulevu Tuisova.